# Marino, Roma
Marino (Marinum hay Castrimoenium trong tiếng Latin, Marini trong phương ngữ) là một thành phố trong vùng Lazio (miền trung Ý), trên đồi Alban, Ý, 21 km về phía đông nam của Roma, với dân số 37.684. Các đô thị giáp ranh là Castel Gandolfo, Albano Laziale, Rocca di Papa, Grottaferrata, và Ciampino.
Marino nổi tiếng với sản phẩm rượu vang trắng và lễ hội nho từ năm 1924.

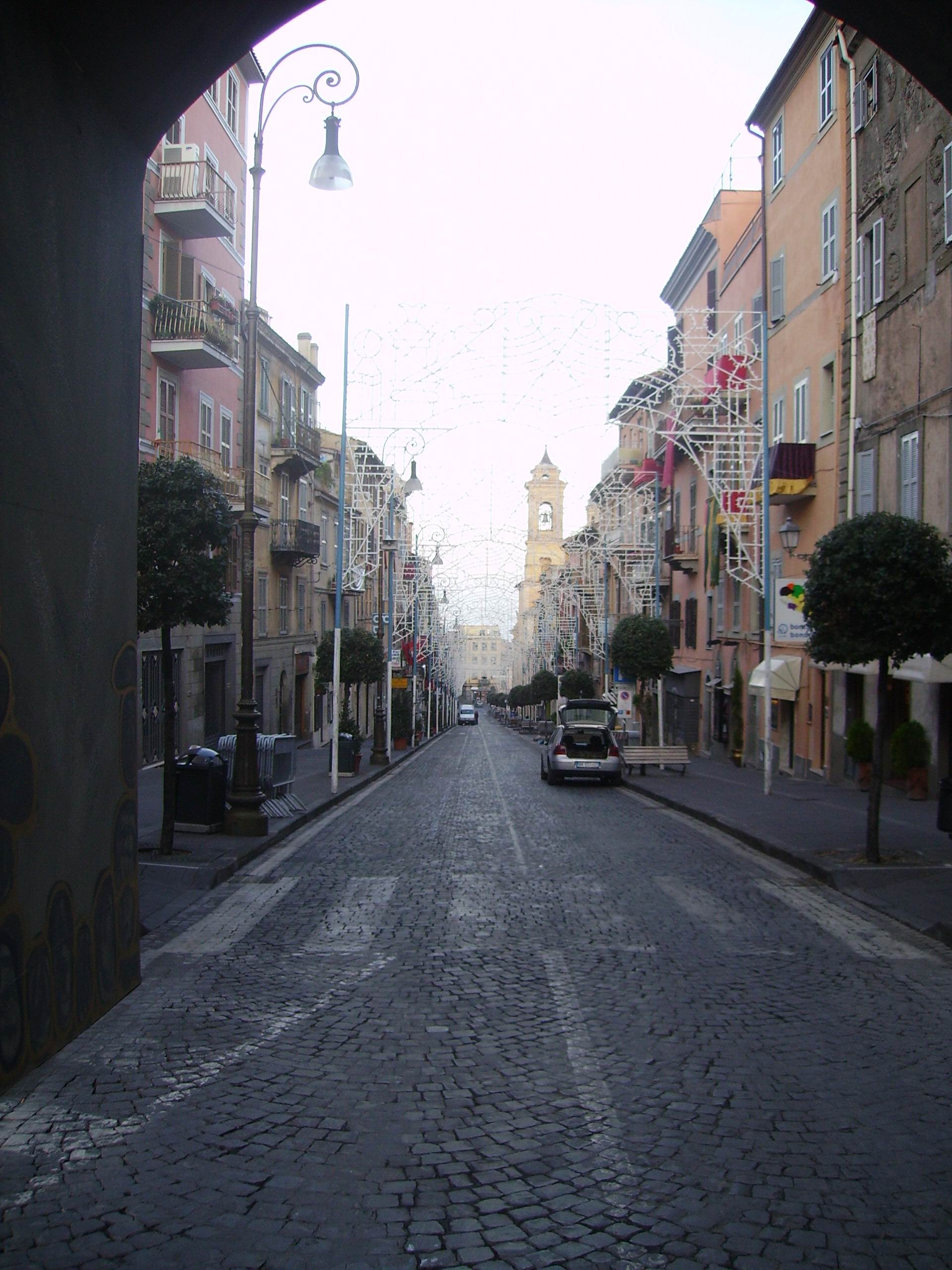
Cảnh thành phố.

## Đô thị kết nghĩa
- Anderlecht, Bỉ
- Boulogne Billancourt, Pháp
- Hammersmith, Anh quốc
- Neukölln, Đức
- Zaanstad, Hà Lan
- Paterna, Tây Ban Nha
- Irving, Mỹ
- Nafpaktos, Hy Lạp

## Công dân nổi tiếng
- Vittoria Colonna, nhà thơ
- Giacomo Carissimi, nhạc sĩ
- Domenico Pacini, nhà vật lý
- Paolo Mercuri
- Giuseppe Ungaretti, nhà thơ
- Umberto Mastroianni, nghệ sĩ
- Hans Werner Henze, nhà sáng tác nhạc
- Jacoba of Settesoli, (Torre Astura, 1190 – Assisi, 1236) tông đồ của St Francis of Assisi